# Adelborg Linklett
Adelborg Linklett, född 29 januari 1935 i Norðskáli, död 26 maj 2024 i Klaksvík, var en färöisk skådespelerska.

## Filmografi
- 1999 – Bye Bye Bluebird
- 1997 - Barbara
- 1995 – Manden der fik lov at gå